# Galileo Galilei
Galileo Galilei（ガリレオ・ガリレイ）は、北海道出身の4人組ロックバンド。所属事務所はSuzume Studios。所属レーベルは同社内に新設されたOuchi Daisuki Club Records。「閃光ライオット」の初代王者（2008年度）。2016年に開催した初の日本武道館公演をもって活動を終了したが、2022年に新体制での活動再開を発表した。

## 概要
尾崎雄貴（Vo, G）、尾崎和樹（Dr）を中心に2007年に北海道・稚内にて結成。2008年に開催されたロックフェス「閃光ライオット」（ラジオ番組「SCHOOL OF LOCK!」などが主催）で初代グランプリを獲得し、翌年にミニアルバム『雨のちガリレオ』でCDデビューする。2010年2月ミニアルバム『ハマナスの花』をリリースしメジャーデビュー。その後「青い栞」「サークルゲーム」などでヒットを記録。
2016年10月に東京・日本武道館でのライブをもって一旦活動を終了。
尾崎雄貴はGalileo Galileiとしての活動を終了した後、2017年にソロプロジェクト「warbear」を始動。また、翌2018年にはGalileo Galileiの活動終了時のメンバーと、同じくGalileo Galileiのサポートメンバーを務めていたDAIKIの4人で新バンド「Bird Bear Hare and Fish（現：BBHF）」を結成した。
2022年10月に尾崎雄貴、尾崎和樹、ベーシストの岡崎真輝、初期メンバーの岩井郁人の4人による新体制での始動を発表。2023年5月31日には、新体制初のフルアルバム「Bee and The Whales」を自主レーベルOuchi Daisuki Club Recordsよりリリース。（発売・販売元はVirgin Music Label and Artist Services。）

## メンバー

### 現メンバー
- 尾崎雄貴（おざき ゆうき／Yuuki Ozaki 、1991年5月27日 - ）
  - ボーカル / ギター / シンセサイザー / プログラミング
  - 北海道稚内市出身、血液型O型。
  - 身長163cm[7]。
  - 全楽曲で作詞を手掛ける。
  - ドラムス・尾崎和樹は実弟。
  - 犬好きであり、2010年時点では「こたろう」という名前のラブラドール・レトリバーを飼っている[8]。
  - ソロプロジェクトwarbearを2017年より始動[9]。2018年からはBBHFでもボーカル、ギターとして活動している[10]。
  - 家入レオや叶、梶原岳人など、他アーティストへの楽曲提供も行っている（「尾崎雄貴」を参照）。
- 岩井郁人（いわい ふみと／Fumito Iwai、1990年12月24日 - ）
  - ギター / ベース / コーラス / シンセサイザー / プログラミング
  - 北海道恵庭市出身、血液型O型。
  - 身長184cm[11]。
  - 2009年8月31日加入、2012年9月13日脱退、2022年10月11日再加入。
  - 元Guild[12]。
  - かつては岩ヰフミト名義[13]、2022年より本名名義[14]でソロでも活動。
  - FOLKSでボーカル、ギターとして活動。
  - サポートメンバーとしてBBHFやwarbearでギターやキーボードの演奏で参加していた。
  - 映像制作業・音源制作業の株式会社FOLKS代表取締役[15]。
  - krageやMurakami Keisukeなど、他アーティストへの楽曲提供も行っている[16][17]。
- 尾崎和樹（おざき かずき／Kazuki Ozaki、1993年5月11日 - ）
  - ドラムス / ギター / パーカッション / リズムマシン / シンセサイザー / プログラミング
  - 北海道稚内市出身、血液型A型。
  - 身長161.5cm[18]。
  - ボーカルの尾崎雄貴は実兄。
  - メンバーである岩井のソロ活動や、日向文のサポートも担当していた[19][20]。
  - 2018年からはBBHFでもドラムとして活動している[21]。
  - 涼海ネモへ『UMenity』『楔』[22][23]、叶へ『Kids』[24]（尾崎雄貴との共編曲）を提供するなど、作家、エンジニアとしても活動。
- 岡崎真輝（おかざき まさき／Masaki Okazaki、1994年9月6日 - ）
  - ベース
  - 北海道札幌市出身、血液型AB型。
  - 身長168cm[25]。
  - 日本けん玉協会けん玉検定二段を保持していることを公言している[26]。
  - 2022年10月11日加入。
  - 元DayDream、mamidori、Anger Jully The Sun[27][28][29]。
  - サポートメンバーとしてBBHFでベースやキーボード、ギター、warbearでベースの演奏で参加している。
  - メンバーである岩井のソロ活動や、Fubukiのサポートも担当していた[30][31]。
  - 尾崎雄貴、尾崎和樹の提供曲でもベースを担当することがある[32][33][34][35][36]。

### サポートメンバー
- 大久保淳也（おおくぼ じゅんや／Junya Okubo）
  - サックス、フルート、キーボードなどを担当。
  - oono yuuki bandでサックスを担当。[37]
  - 元森は生きている[38]。
  - Bee and The Whales Tour 2023、JOIN ALIVE 2023など参加。
  - 『リトライ』『ヴァルハラ』など、一部音源でもサックスやフルートで参加している。

- 日向文（ひなたあや／hinat(a)ya、1994年3月20日 - ）
  - コーラス、アコースティックギターなどを担当。
  - 北海道出身のシンガーソングライター[39]。
  - 元macico[40]。
  - アルバムBee and The Whalesの一部楽曲にコーラスで参加。
  - Bee and The Whales Tour 2023、JOIN ALIVE 2023など参加。
- DAIKI（だいき／daiki、1988年5月7日 -)
  - ギターを担当。
  - バンド「CURTISS」でボーカル・ギターを担当。
  - 活動終了前の多くのツアーや日本武道館公演に参加。
  - BBHFではギターとして活動。
  - 再始動後もPIA MUSIC COMPLEX 2023、"Winter Harvest" -冬の収穫祭-など参加[41]。
  - 『車輪の軸』『CHILD LOCK』など、一部楽曲の音源でもギターで参加している。

### 旧メンバー
- 船谷創平（ふなや そうへい／Souhei Funaya、1991年11月15日 - ）
  - ギター
  - 初期メンバー、2009年8月31日脱退。
- 野口一雅（のぐち かずまさ／Kazumasa Noguchi、1990年7月21日 - ）
  - キーボード / ピアノ / オルガン / ベース / パーカッション / シンセサイザー
  - 2011年12月13日加入、2012年9月13日脱退。
  - 元Guild[42]。
  - 後に、岩井と共にFOLKSでベースとして活動している。
- 佐孝仁司（さこう ひとし／Hitoshi Sakou 、1991年6月19日 - ）
  - ベース / ギター / シンセサイザー / プログラミング
  - 初期メンバー、2016年10月11日の活動終了まで在籍。
  - BBHFにも参加していた（2021年3月31日脱退）。
  - 現在は株式会社メディアジーン所属のギズモード・ジャパン動画編集部スタッフ[43]。

## 略歴

### 結成
中学3年生の時、雄貴が大掃除中に押入れでエレキギターを発見、それから弟の和樹とエアギターバンドごっこをしていた。真面目に練習を始める内にバンドをやりたいと考え始めた雄貴は幼馴染の佐孝仁司を誘う。雄貴が楽しそうにしているのを以前から見ていた佐孝は加入を快諾し、お年玉で約4万円の初心者用ギターセットを購入。当時はベースの存在を知らなかったため、ツインギターでASIAN KUNG-FU GENERATIONやthe pillowsなどのコピーをしていた。
しばらくして音楽雑誌でベースの存在を知った雄貴は佐孝にベースを買うように頼む。バンド活動ができるならば楽器は何でも良いと思っていた佐孝は提案を受け入れて購入。和樹は学校の教師に、その息子が使っていたドラムセットを譲り受け、雄貴に隠れて教本を見ながらドラムの練習をしていた。ある日雄貴がそれを発見し「お前、叩けるの? よしサポートメンバーにしてやる!」と和樹を加入させた。当時和樹はサポートメンバーの意味をよく理解しておらず、一緒にバンドが出来るという程度に考えていたという。その後船谷創平が加入してオリジナル楽曲の制作にとりかかり、2007年に北海道稚内市にてGalileo Galileiが結成された。
2008年8月10日に『閃光ライオット2008』にてグランプリを獲得。翌年には『閃光ライオット2009』にオープニングアクトとして出演。翌月には同じく『SCHOOL OF LOCK!』が開催する『YOUNG FLAG 09』 のZepp Sapporo公演にもオープニングアクトとして出演した。
8月31日、船谷創平が公式HPで「もう1つの夢を叶えるため」と脱退を表明。勧誘の結果、11月に昨年の『閃光ライオット2008』3次審査で知り合ったGuildのボーカルである岩井郁人が加入した。

### メジャーデビュー
2010年にはメジャーデビューミニアルバムの表題曲「ハマナスの花」が音楽専門チャンネル各局、また全国のFMラジオ局でパワープレイを獲得、au by KDDI「LISMO」のCMソングにも最年少バンドで起用された。この年から『ROCK IN JAPAN FES』、『RUSH BALL』などにも出演。
3月には原宿・KDDIデザイニングスタジオにて『LISMO! LOVES HIGH SCHOOL Galileo Galileiスペシャルライブ』を開催、募集枠100名に対して約1万件の応募があり、当日の観客は立見席を含む約500名となった。
6月には1stシングル『夏空』を発売。同年9月に2ndシングル『四ツ葉さがしの旅人』を発売。
11月には配信された『僕から君へ』の着うた(R)が『レコチョクロック・うた』デイリーチャート（11/24付）にて初登場1位を獲得。同曲を含む3rdシングルは翌年1月19日に発売された。
2011年2月16日、1stフルアルバム『パレード』発売。ワンマンツアーも行われた。
6月15日、4thシングル『青い栞』発売。同じく9月7日には5thシングル『さよならフロンティア』、12月7日には、6thシングル『明日へ』発売。12月には2ndアルバム「PORTAL」のリリースの発表・およびサポートメンバーとして活動していた野口一雅の正式加入が発表された。
2012年1月25日、2ndフルアルバム『PORTAL』発売。ワンマンツアーが行われた。2月にはPORTALのバンドスコアと初のアーティストブックが発売。
9月13日、公式HPで岩井郁人、野口一雅の脱退を発表。
10月31日、ミニアルバム『Baby, It's Cold Outside』発売。合わせて初のUst番組【『Baby, It's Cold Outside』だから『Ouchi Daisuki Club』】をわんわんスタジオから生配信した。
2013年2月10日、公式HPでサポートメンバーの募集が発表された。同月22日にはUst番組第2弾として『Galileo GalileiスペシャルWEB番組』をわんわんスタジオから生配信。
8月21日、7thシングル『サークルゲーム』発売。10月には3rdフルアルバム『ALARMS』発売。ワンマンツアーも開催。
2014年2月には、初のホールワンマンライブを渋谷公会堂にて開催。これを記念してインディーズ時代の楽曲「ハローグッバイ」をリメイクした「Hellogoodbye」を配信リリース。
10月1日、ミニアルバム『See More Glass』発売。全国ツアー「Galileo Galilei "landing balloon tour" 2014」も開催。
2015年3月11日、8thシングル『恋の寿命』を発売。
6月10日、9thシングル『嵐のあとで』を発売。
10月17日、全国ツアー「Galileo Galilei “broken tower tour” 2015」初日である札幌公演を開催。
12月9日、10thシングル『クライマー』を発売する。

### 活動終了
2016年1月に3月から4月にかけて開催する全国ワンマンライブツアー「Galileo Galilei "Sea and The Darkness" Tour 2016」をもって、バンドを「終了」すると発表。1月27日に発売するアルバム、「Sea and The Darkness」がバンドとしての最終作となる。
2016年1月27日、4thフルアルバム『Sea and The Darkness』を発売。全国ツアー「Galileo Galilei "Sea and The Darkness" Last Tour 2016」も開催。
6月15日、バンド初となるベストアルバム『車輪の軸』を発売。
10月11日、最初で最後の日本武道館ラストライブ「Galileo Galilei Last Live～車輪の軸～ at 日本武道館」を開催。一部がインターネットテレビ局「AbemaTV」にて独占生中継された。また、この会場と通販のSony Music Shop限定でアナログレコード『Sea and The Darkness』を発売。
2017年1月25日 バンド最初にして最後のライブDVD「Galileo Galilei lastlive ～車輪の軸～at日本武道館」をリリース。
2018年、事実上の後継バンドとなるBird Bear Hare and Fishが始動。

### 活動再開
2022年10月11日、尾崎雄貴・尾崎和樹・岡崎真輝・岩井郁人による新体制でGalileo Galileiとしての活動を再開することを発表。
2023年3月29日、バンド初となるボックスセット『Tsunagari Daisuki Box』を発売。同年5月より全国5都市のZeppを回るツアー「Bee and The Whales Tour 2023」を開催。ファイナルとなるZepp Haneda（TOKYO)公演のステージ上では、11月に札幌、大阪、東京を回るツアー「Galileo Galilei Tour 2023 "WINTER HARVEST" -冬の収穫祭-」を開催することを発表した。Zeppツアーが各地即完売となり、チケットを手に入れられなかった多くのファンがいたことを受け、早くも秋に新ツアーを実施することとなった。
2023年11月3日よりGalileo Galilei初の劇場作品『劇場版 僕らのGalileo Galilei〜会えたね〜』が劇場公開。本作のテーマソング「あえたね」が10月11日に配信リリースされる。

## エピソード
- 尾崎兄弟と幼馴染の佐孝仁司は小学生の頃からずっと一緒に遊んでいたために音楽を聴き始めたタイミングも同じで、小学校高学年からSUPERCARやくるりやthe pillowsを聴くようになった。中学時代からは洋楽を聴き始めた（雄貴が初めてはまったのは、Radioheadで、『Kid A』が好きでYouTubeのライブ映像などを観て憧れていた）当時はシンセサイザーよりギターの方が恰好よく思えていたが、エレクトロサウンドにも憧れがあったらしい[52]。
- バンド名は『閃光ライオット 2008』出場前に他コンテストに出場する際1人2つずつバンド名を考え、それを書いた紙をティッシュの箱に入れたくじ引きで決めた。「ガリレオ・ガリレイ」は佐孝仁司が候補として考えたもので、世界史のノートにあった「ガリレオ・ガリレイ、地動説を唱えた」という記述を覚えていたことからきている[44]。
- Guild所属時代の岩井郁人は『閃光ライオット 2008』で、楽屋裏でGalileo Galileiの楽曲『ハローグッバイ』を弾きながらGalileo Galileiに近づき「これってすげぇ簡単な曲だよね」と話してメンバーを少々立腹させた。岩井によると、一瞬で魅了されてコピーしている楽曲を演奏する人達と親しくなりたいと思い、ギターを弾いて「明るい僕」をアピールしながら近づいて「この曲ってめっちゃ覚えやすくていい曲だね」というつもりだったが、前述のように言ってしまい誤解を与えてしまったという[44]。
- 2010年2月の『ハマナスの花』リリースを機に活動の拠点を東京に移す。各地のワンマンライブツアーでは3,000人キャパのライブハウスのチケットが発売と同時に即完する人気を博したが、反面「ギター・ロックバンド」というパブリックイメージが固定化し、自由な音楽を制作しにくい状況と、慣れない東京生活のストレス等で徐々に行き詰っていった[53]。
- 2011年3月、バンド再生のため活動の拠点を地元・北海道札幌市内の一軒家に移した。家のガレージを自分たちの手で改造し、プライベートスタジオ「わんわんスタジオ」が誕生する[53]。
- 早い段階から全員がノートパソコンを購入し、それぞれDTMによる音楽制作を始める。本格的なエレクトロ・サウンドに挑戦したシングル『明日へ』のレコーディングでは試行錯誤を重ねたが、ベースAメロのフレーズを雄貴が考えその部分のシンセは和樹が弾くなど、パートの固定化にとらわれない楽曲制作を実現させていった[54]。
- セカンドアルバム『PORTAL』では「わんわんスタジオ」で初のベッドルームレコーディングに挑戦。それまでほとんどの楽曲の作曲は尾崎雄貴名義であったが、本作に収録された新曲はすべて、作曲・編曲：Galileo Galileiとクレジットされている[53]。
- バンドの終了について、雄貴は発表された文章の他に、補足説明として「メンバー3人の音楽に対する情熱が冷めたこと、音楽を続けることができなくなったこと」、「メンバー3人の不仲や音楽性の違い」、「初期の楽曲のイメージがついてしまったバンドを恥じていること」をすべて否定している。FM802の番組「802 BINTANG GARDEN」にて放送された「ガリレオと青い栞」特集にて雄貴は、ミニアルバム「See More Glass」の制作段階から終了の話が出ていたこと、このミニアルバムを最後の作品にしようとしていたこと、理由としてメンバー3人のバンドという共同体に、メンバーそれぞれがGalileo Galileiというバンドに対して音楽を生み出すことへの限界を感じていたことが語られた。

## 作品

### シングル
| インディーズ                                                                           | 2008年         | HELLO GOODBYE                              | -  | -                     |
| 1st                                                                                    | 2010年6月9日   | 夏空                                       | 14 | パレード              |
| 2nd                                                                                    | 2010年9月22日  | 四ツ葉さがしの旅人                         | 20 | パレード              |
| 3rd                                                                                    | 2011年1月19日  | 僕から君へ                                 | 15 | パレード              |
| 4th                                                                                    | 2011年6月15日  | 青い栞                                     | 9  | PORTAL                |
| 5th                                                                                    | 2011年9月7日   | さよならフロンティア                       | 25 | PORTAL                |
| 6th                                                                                    | 2011年12月7日  | 明日へ                                     | 17 | PORTAL                |
| 7th                                                                                    | 2013年8月21日  | サークルゲーム                             | 18 | ALARMS                |
| 配信                                                                                   | 2014年2月12日  | Hellogoodbye                               | -  | Tsunagari Daisuki Box |
| 8th                                                                                    | 2015年3月11日  | 恋の寿命                                   | 25 | Sea and The Darkness  |
| 9th                                                                                    | 2015年6月10日  | 嵐のあとで                                 | 45 | Sea and The Darkness  |
| 10th                                                                                   | 2015年12月9日  | クライマー                                 | 29 | Sea and The Darkness  |
| 配信                                                                                   | 2023年4月15日  | 青い栞 - From THE FIRST TAKE with 茅野愛衣 | -  | 未収録                |
| 配信                                                                                   | 2023年4月28日  | 夏空 - From THE FIRST TAKE                 | -  | 未収録                |
| 配信                                                                                   | 2023年8月31日  | サークルゲーム (ANOHANA Ver.)              | -  | 未収録                |
| 配信                                                                                   | 2023年10月11日 | あえたね                                   | -  | 未収録                |
| 配信                                                                                   | 2024年7月31日  | SPIN!                                      | -  | MANSTER               |
| 配信                                                                                   | 2024年9月11日  | リトライ                                   | -  | MANTRAL               |
| 配信                                                                                   | 2025年4月9日   | とりあえず今は                             | -  |                       |
| 配信                                                                                   | 2025年8月6日   | 青陽潮                                     | -  |                       |
| "—"はチャート圏外、チャート対象外の何らかを意味する。                                  |                |                                            |    |                       |
| 「夏空」はインディーズ時代に閃光レーベルより配信限定シングルとしてもリリースしている。 |                |                                            |    |                       |

### アルバム
| 年               | 情報 | 最高順位 |
| ---------------- | --- | -------- |
| インディーズ     | 1tas2 - 発売日:2008年 - レーベル: - - 規格:CD | -        |
| 1st              | パレード - 発売日: 2011年2月16日 - レーベル: SME Records（SECL-945） - 規格: CD、デジタル・ダウンロード                                             | 5        |
| 2nd              | PORTAL - 発売日: 2012年1月25日 - レーベル: SME Records（SECL-1066） - 規格: CD、デジタル・ダウンロード                                              | 10       |
| 3rd              | ALARMS - 発売日: 2013年10月9日 - レーベル: SME Records（SECL-1395） - 規格: CD、デジタル・ダウンロード                                              | 15       |
| 4th              | Sea and The Darkness - 発売日: 2016年1月27日 - レーベル: SME Records（SECL-1837） - 規格: CD、デジタル・ダウンロード                                | 19       |
| ベスト           | 車輪の軸 - 発売日: 2016年6月15日 - レーベル: SME Records（SECL-1920~1921） - 規格: CD、デジタル・ダウンロード                                       | 15       |
| アナログレコード | Sea and The Darkness - 発売日: 2016年10月11日 - レーベル: SME Records（SEJ7-1~2） - 規格: アナログ（12inch）                                        | -        |
| ボックス・セット | Tsunagari Daisuki Box - 発売日: 2023年3月29日 - レーベル: SME Records（SECL-2860） - 規格: CD、デジタル・ダウンロード、Blu-ray                      | 38       |
| 5th              | Bee and The Whales - 発売日: 2023年5月31日 - レーベル: Ouchi Daisuki Club Records / Suzume Studios（POCS-23032） - 規格: CD、デジタル・ダウンロード | 35       |
| 6th              | MANSTER - 発売日: 2024年9月25日 - レーベル: Ouchi Daisuki Club Records / Suzume Studios（POCS-23049） - 規格: CD、デジタル・ダウンロード            |          |
| 7th              | MANTRAL - 発売日: 2024年9月25日 - レーベル: Ouchi Daisuki Club Records / Suzume Studios（POCS-23050） - 規格: CD、デジタル・ダウンロード            |          |
| 配信限定         | BLUE - 発売日: 2025年3月5日 - レーベル: Ouchi Daisuki Club Records / Suzume Studios（ODCR-001） - 規格: デジタル・ダウンロード、会場限定CD          | -        |

### ミニ・アルバム
| 年           | 情報 | 最高順位 |
| ------------ | --- | -------- |
| インディーズ | 雨のちガリレオ - 発売日:2009年1月21日 - レーベル: 閃光レーベル (RIOT-0001) - 規格:CD                                      | 38       |
| 1st          | ハマナスの花 - 発売日: 2010年2月24日 - レーベル: SME Records （SECL-848） - 規格: CD                                      | 14       |
| 2nd          | Baby, It's Cold Outside - 発売日: 2012年10月31日 - レーベル: SME Records （SECL-1199） - 規格: CD、デジタル・ダウンロード | 19       |
| 3rd          | See More Glass - 発売日: 2014年10月1日 - レーベル: SME Records （SECL-1596） - 規格: CD、デジタル・ダウンロード           | 23       |

### 映像作品
|     | 発売日        | タイトル                            | 規格品番                  |
| --- | ------------- | ----------------------------------- | ------------------------- |
| 1st | 2017年1月25日 | Last Live～車輪の軸～ at 日本武道館 | SEBL-212/3:DVD SEXL-79:BD |

### 参加作品
| リリース日     | 曲名                                                                   | 収録された作品                                                                     | 備考                                                        |
| -------------- | ---------------------------------------------------------------------- | ---------------------------------------------------------------------------------- | ----------------------------------------------------------- |
| 2008年11月26日 | ハローグッバイ                                                         | オムニバスアルバム 『閃光ライオット2008』                                          | ファイナリスト16組の楽曲を収録している。                    |
| 2010年6月23日  | 夏空（TV version）                                                     | サウンドトラック 『おおきく振りかぶって〜夏の大会編〜 オリジナルサウンドトラック』 |                                                             |
| 2012年5月23日  | 甘い感傷（Remix）                                                      | さよならポニーテール 『空も飛べるはず／ビアンカ／恋するスポーツ』                  | 初回限定盤、期間生産限定盤付属の特典CDに収録。              |
| 2012年10月20日 | New Life featuring Galileo Galilei                                     | POP ETC 『New Life featuring Galileo Galilei』                                     | 詞の朗読部分（日本語版）を尾崎雄貴が担当。                  |
| 2013年4月24日  | おなじゆめ（Remix）                                                    | AZUMA HITOMI 『フォトン』                                                          | 初回生産限定盤の特典CD『フォトン -reconstruction-』に収録。 |
| 2014年3月5日   | FLAT                                                                   | livetune adding Yuuki Ozaki(from Galileo Galilei)『FLAT』                          | 尾崎雄貴がゲストボーカルで参加。                            |
| 2014年4月30日  | いつかの、いくつかのきみとのせかい（Galileo Galilei "dog bass" Remix） | fhána『いつかの、いくつかのきみとのせかい』                                        |                                                             |

## タイアップ一覧
| 使用年 | 曲名                 | タイアップ |
| ------ | -------------------- | --- |
| 2010年 | ハマナスの花         | 北海道テレビ『夢チカ18』3月度オープニングテーマ                                                                  |
| 2010年 | ハマナスの花         | au（KDDI・沖縄セルラー電話連合）「LISMO!」CMソング                                                               |
| 2010年 | 夏空                 | MBS・TBS系アニメ『おおきく振りかぶって 〜夏の大会編〜』オープニングテーマ                                        |
| 2010年 | 四ツ葉さがしの旅人   | TBS系『CDTV』10月度オープニングテーマ                                                                            |
| 2010年 | 僕から君へ           | ベネッセコーポレーション「進研ゼミ高校講座」CMソング                                                             |
| 2011年 | 僕から君へ           | テレビ神奈川オンガク情報バラエティ『saku saku』1月度エンディングテーマ                                           |
| 2011年 | 管制塔               | 映画『管制塔』主題歌                                                                                             |
| 2011年 | 青い栞               | フジテレビ系アニメ"ノイタミナ"『あの日見た花の名前を僕達はまだ知らない。』オープニングテーマ                     |
| 2011年 | さよならフロンティア | TBS・MBS系ドラマ『荒川アンダー ザ ブリッジ』主題歌                                                               |
| 2011年 | 明日へ               | MBS・TBS系アニメ『機動戦士ガンダムAGE』第1部・フリット編オープニングテーマ                                       |
| 2012年 | Imaginary Friends    | 週刊ヤングジャンプ（集英社）の増刊『アオハル』第3弾テーマソング                                                  |
| 2013年 | サークルゲーム       | アニメ映画『劇場版 あの日見た花の名前を僕達はまだ知らない。』主題歌                                              |
| 2013年 | サークルゲーム       | フジテレビ系アニメ"ノイタミナ"『あの日見た花の名前を僕達はまだ知らない。』スペシャルオンエア版オープニングテーマ |
| 2013年 | サークルゲーム       | tvk制作オンガク情報バラエティ「sakusaku」2013年9月度エンディングテーマ                                           |
| 2015年 | 恋の寿命             | 読売テレビ・日本テレビ系アニメ『まじっく快斗1412』エンディングテーマ（第13話 - 第24話）                          |
| 2015年 | 嵐のあとで           | 劇場アニメ『台風のノルダ』主題歌                                                                                 |
| 2015年 | 青い栞               | フジテレビ系ドラマ『あの日見た花の名前を僕達はまだ知らない。』オープニングテーマ                                 |
| 2015年 | クライマー           | アニメ『ハイキュー!! セカンドシーズン』エンディングテーマ                                                        |
| 2023年 | 色彩                 | HBC北海道放送「夜のブラキタ」2023年5月度エンディングテーマ                                                       |
| 2023年 | あえたね             | 映画「劇場版 僕らのGalileo Galilei～会えたね～」テーマソング                                                     |
| 2024年 | SPIN!                | HBC北海道放送 ファイターズ中継テーマソング                                                                       |
| 2024年 | リトライ             | 仙台放送「あらあらかしこ」エンディング楽曲                                                                       |
| 2025年 | とりあえず今は       | 『アオのハコ』原作展書き下ろし楽曲                                                                               |
| 2025年 | 青陽潮               | HBC北海道放送 2025年シーズン北海道日本ハムファイターズ関連コンテンツテーマ曲                                     |

## 出演

### ラジオ
- Galileo GalileiのGaliberocca（2010年4月7日 - 2012年3月28日、AIR-G'）[61]
- Eterno Galiberocca（2016年6月19日、AIR-G'）

#### インターネットラジオ
- うぇぶろっか（笑）（2010年6月9日 - 配信終了）

先述するラジオ番組『Galileo GalileiのGaliberocca』の放送終了後に、AIR-G'のウェブサイト内「MONOGLOBE」で配信。ウェブバージョンの”おまけ”プログラムとして、番組後のアフタートークと、各メンバーのショートコーナーを実施していた。
- SCHOOL OF LOCK!・スマホLOCKS!「ガリレオLOCKS!」（2012年11月16日 - 2014年4月25日）

### テレビ
- Galileo Galileiの犬喰い龍（2010年2月10日 - 3月17日、スペースシャワーTV）
- どさんこワイド179 「Galileo Galilei尾崎雄貴　ともに生きる〜音楽とすずめちゃん〜」（2025年3月21日、STVテレビ）